# Dallas-Fort Worth Film Critics Association Awards 2020
La 26ª edizione dei Dallas-Fort Worth Film Critics Association, annunciata il 10 febbraio 2021, ha premiato i migliori film usciti nel corso del 2020.

## Vincitori
A seguire vengono indicati i vincitori, in grassetto.

### Miglior film
1. Nomadland, regia di Chloé Zhao
2. Una donna promettente (Promising Young Woman), regia di Emerald Fennell
3. Il processo ai Chicago 7 (The Trial of the Chicago 7), regia di Aaron Sorkin
4. Minari, regia di Lee Isaac Chung
5. Quella notte a Miami... (One night in Miami...), regia di Regina King
6. Mank, regia di David Fincher
7. Ma Rainey's Black Bottom, regia di George C. Wolfe
8. Sound of Metal, regia di Darius Marder
9. Da 5 Bloods - Come fratelli (Da 5 Bloods), regia di Spike Lee
10. First Cow, regia di Kelly Reichardt

### Miglior regista
1. Chloé Zhao - Nomadland
2. Emerald Fennell - Una donna promettente (Promising Young Woman)
3. Regina King - Quella notte a Miami... (One night in Miami...)
4. David Fincher - Mank
5. Aaron Sorkin - Il processo ai Chicago 7 (The Trial of the Chicago 7)

### Miglior attore
1. Chadwick Boseman - Ma Rainey's Black Bottom
2. Riz Ahmed - Sound of Metal
3. Gary Oldman - Mank
4. Delroy Lindo - Da 5 Bloods - Come fratelli (Da 5 Bloods)
5. Anthony Hopkins - The Father

### Miglior attrice
1. Carey Mulligan - Una donna promettente (Promising Young Woman)
2. Frances McDormand - Nomadland
3. Viola Davis - Ma Rainey's Black Bottom
4. Vanessa Kirby - Pieces of a Woman
5. Andra Day - The United States vs. Billie Holiday

### Miglior attore non protagonista
1. Daniel Kaluuya - Judas and the Black Messiah
2. Leslie Odom Jr. - Quella notte a Miami... (One Night in Miami...)
3. Sacha Baron Cohen - Il processo ai Chicago 7 (The Trial of the Chicago 7)
4. Bill Murray - On the Rocks
5. Paul Raci - Sound of Metal

### Miglior attrice non protagonista
1. Amanda Seyfried - Mank
2. Yoon Yeo-jeong - Minari
3. Helena Zengel - Notizie dal mondo (News of the World)
4. Maria Bakalova - Borat - Seguito di film cinema (Borat Subsequent Moviefilm: Delivery of Prodigious Bribe to American Regime for Make Benefit Once Glorious Nation of Kazakhstan)
5. Olivia Colman - The Father

### Miglior film straniero
1. Minari, regia di Lee Isaac Chung
2. Un altro giro (Druk), regia di Thomas Vinterberg
3. La vita davanti a sé (The Life Ahead), regia dia Edoardo Ponti
4. La Llorona - Le lacrime del male (The Curse of La Llorona), regia di Michael Chaves
5. Martin Eden, regia di Pietro Marcello

### Miglior documentario
1. Time, regia di Garrett Bradley
2. Dick Johnson Is Dead, regia di Kirsten Johnson
3. Boys State, regia di Jesse Moss
4. The Dissident, regia di Bryan Fogel
5. Crip Camp - Disabilità rivoluzionarie (Crip Camp), regia di Nicole Newnham e Jim LeBrecht

### Miglior film d'animazione
1. Soul, regia di Pete Docter
2. Wolfwalkers - Il popolo dei lupi (Wolfwalkers), regia di Tomm Moore e Ross Stewart

### Miglior fotografia
1. Joshua James Richards - Nomadland
2. Erik Messerschmidt - Mank

### Miglior sceneggiatura
1. Emerald Fennell - Una donna promettente (Promising Young Woman)
2. Aaron Sorkin - Il processo ai Chicago 7 (The Trial of the Chicago 7)

### Miglior colonna sonora
1. Trent Reznor e Atticus Ross - Mank
2. James Newton Howard - Notizie dal mondo (News of the World)

### Russell Smith Award
- Minari per il miglior film indipendente a basso budget